# Авильяна
 Авильяна  (итал. Avigliana, пьем. Vian-a) — город в Италии, расположен в области Пьемонт, подчинён административному центру Турин.
Население составляет 12 133 человека (на 31.08.2007 г.), плотность населения составляет 528 чел./км². Коммуна занимает площадь 23 км². Почтовый индекс — 10051. Телефонный код — 011.
Покровителем города считается Иоанн Креститель. Праздник города ежегодно празднуется 24 июня.

## Города-побратимы
- Трессерв, Франция